# Eburodacrys lugubris
Eburodacrys lugubris là một loài bọ cánh cứng trong họ Cerambycidae.